# Ipiranga (Nova Iguaçu)
Ipiranga é um bairro do município brasileiro de Nova Iguaçu do estado do Rio de Janeiro. O bairro possui 8132 habitantes e faz divisa com os bairros de Campo Alegre, Lagoinha, Marapicu e Cabuçu, além de pertencer ao URG Cabuçu.

## Delimitação
051 – BAIRRO IPIRANGA - Começa no encontro do Rio Cabuçu com a Rua Paraíso. O limite segue pela Rua Paraíso (excluída) até a RJ 105 – Av. Abílio Augusto Távora, segue por esta (excluída) até a Estr. do Curral Novo, segue por esta (incluída) até a Estr. do Mato Grosso, segue por esta (excluída) até o Rio Cabuçu, segue pelo leito deste rio, à montante, até o ponto inicial desta descrição.